# Как да разбера
„Как да разбера“ (на английски: How Do You Know) е американска романтична комедия от 2010 г., режисиран, продуциран и написан от Джеймс Брукс, и участват Рийз Уидърспун, Оуен Уилсън, Пол Ръд и Джак Никълсън (последната му поява в киното). Премиерата на филма е на 17 декември 2010 г.